# Pál Bedák
Pál Bedák (ur. 8 września 1985 w Budapeszcie) – węgierski bokser, medalista mistrzostw świata i Europy w wadze papierowej, olimpijczyk.

## Kariera amatorska
Dwukrotnie reprezentował Węgry na igrzyskach olimpijskich w 2004 i 2008 roku, odpadając kolejno w 1/16 finału. Dwukrotnie wygrywał mistrzostwa unii europejskiej w roku 2007 i 2008. W 2007 pokonał w finale Hiszpana Kelvina de la Nieve a w 2008 Irlandczyka Paddy'ego Barnesa.